# Адріанматронавалувалунімерина
Адріанматронавалувалунімерина (*XVIII ст.) — мпанзака (володар) Імерина-Амбогідрабібі з 1710 року.

## Життєпис
Син Андріамасінавалуни, мпанзаки Імерини, від Расолуманамбунітані. Замолоду призначений намісником важливого міста Амбогідрабібі з областю. Згодом наслідував зведеним братам, виявляючи все більшу самостійність від батька. Став фактично незалежним під час тривалого полону Андріамасінавалуни в іншого брата Андріантомпунімерини.
Після смерті батька 1710 року оголосив себе мпанзакою разом з іншими братами. Невдовзі вступив у боротьбу з ними за панування. Уклав союз з братом Андріанцімітовіамініандріаною. Але той надурив Адріанматронавалувалунімерину, раптово атакувавши його столицю. Останній вимушений був тікати до Анжафі, де отаборився. В результаті під його владою залишилося невеличке володіння. Йому спадкував син Андріанавакондамбозафі.